# Međunarodni dan bez kupnje
Međunarodni dan bez kupnje ili Dan bez kupovine (eng. Buy Nothing Day) obilježava se s ciljem poticanja ljudi na suzdržavanje od kupovine na taj dan, odnosno suzdržavanje od nepotrebne kupovine. Njime se simbolično se skreće pažnja javnosti na negativne posljedice potrošačkog društva i konzumerizma kao društvene pojave potaknute sve jačom globalizacijom. Obilježavanje dana najčešće je popraćeno mirnim prosvjedima na gradskim trgovima, parkovima ili ispred velikih trgovačkih centara, javnim razmjenama korištene odjeće i obuće te predavanjima o važnosti reciklaže i ponovne uporabe starih ili veći korištenih proizvoda.
Obilježava se u petak nakon američkog Dana zahvalnosti, poznatog i pod nazivom Crni petak, na koji trgovine poznatih marki spuštaju cijene svojih proizvoda i za 80 do 90%, što izaziva velike gužve u trgovinama diljem svijeta, prilikom kojih su česte tučnjave, ozljede, pa i smrtni slučajevi.
Službena krilatica ovog dana je Sad je dosta, koju je izgovorio i Ted Dave na prvom obilježavanju dana, ogorčen stalnim pritiskom medija koje tjeraju na kupovinu.

## Povijest
Pokrenuo ga je umjetnik Ted Dave u Vancouveru. Prvi Međunarodni dan kupnje održan je u Kanadi i Meksiku u rujnu 1992. kao prosvjed protiv jačanja konzumerizma i potrošačke kulture. Već sljedeće godine, unatoč slaboj pokrivenosti događaja tiskovnim i digitalnim medijima, prosvjedi su održani u gotovo svim saveznim državama SAD-a.
U Njemačkoj se održava od 2000. godine pod vodstvom protuglobalizacijske udruge Attac, koja je potaknula osnivanje sličnih udruga i zajednica u Francuskoj, Italiji, Ujedinjenom Kraljevstvu i drugdje. Tijekom 2000-ih dan se počeo obilježavati i u Južnoj Africi, Australiji, Južnoj Americi i preko 60 drugih zemalja svijeta.
Veliku ulogu u širenju protupotrošačkog pokreta imao je i utjecajni kanadski časopis Adbusters i njegov osnivač Kalle Lasn.
Od samih početaka događaj je bio slabo ili nikako pokriven u mediji zbog svojih protupotrošačkih poruka, od kojih mediji djelomično i žive. U razvijenim zemljama, poput SAD, zemalja Zapadne Europe, Japana i sl. ako je obilježavanje dana popraćeno, gotovo uvijek je prikazano u negativnom svjetlu. Njemački aktivisti ovakvo izbjegavanje izvještavanja ili iskrivljavanje činjenica u medijima prozvali su informacijska gerila.

## Poveznice
- Dan bez automobila
- Kulturno ometanje
- Cyber ponedjeljak
- Homo consumericus